# Petroglyphen von Cheonjeon

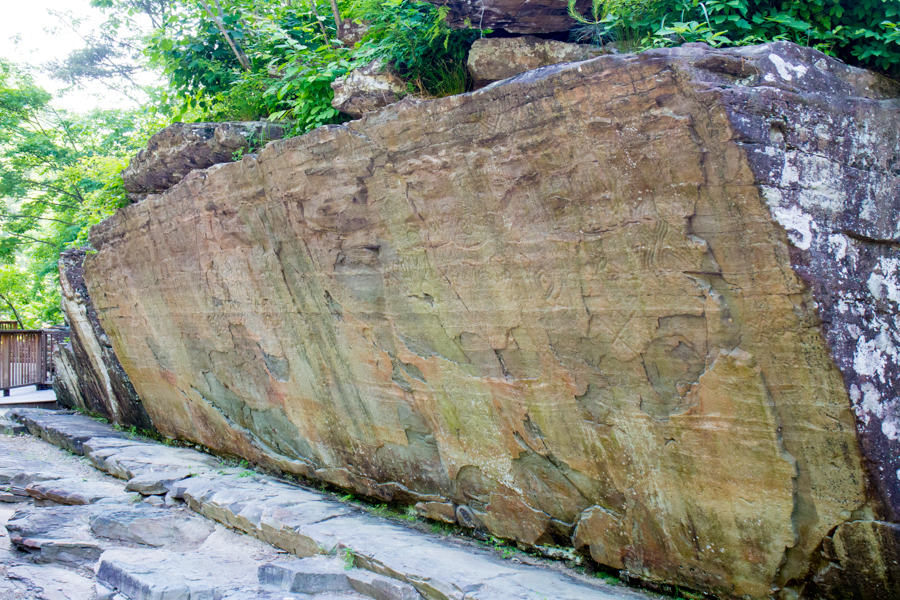
Die Felswand, an der sich die Felsbilder befinden

Die Petroglyphen von Cheonjeon sind prähistorische, in Stein gearbeitete Felsbilder im Südosten von Südkorea, die zum Teil vermutlich im Zeitraum des späten Neolithikum bis zur Bronzezeit entstanden sind, und andere Gravuren, die aus der Zeit der Drei Reiche stammen könnten.

## Geographie
Die Petroglyphen von Cheonjeon befinden sich in einer Kehre des Daegokcheon (대곡천), eines kleinen Nebenflusses des Taehwagang (태화강). Rund 25 km westlich der Ostküste liegend, gehört das Areal zum Bezirk Dudong-myeon (두동명) des Landkreises Ulju-gun (울주군), der zur Stadt Ulsan (울산광역시) gehört, die direkt am Mündungsgebiet des Taehwagang in das Japanische Meer liegt. Die Petroglyphen von Bangudae, die ebenfalls am Daegokcheon liegen, befinden sich rund 1,2 km südlich.

## Geschichte
Die Felsbilder wurden 1970, ein Jahr vor den Petroglyphen von Bangudae, entdeckt und am 4. Mai 1973 als Nationales Kulturgut unter der Nummer 147 in Südkorea registriert. Im Januar 2010 ließ die südkoreanische Regierung dann die Felsen mit ihren Gravuren zusammen mit den Petroglyphen von Bangudae in die Tentativliste der UNESCO eintragen.

## Felsbilder
Die sich teilweise überlappenden Felsbilder von Cheonjeon können aufgrund ihrer Charakteristika unterschiedlichen Epochen zugeordnet werden. Einige Darstellungen weisen auf das späte Neolithikum bis Anfang der Bronzezeit hin, andere Gravuren auf die Mitte der Bronzezeit bzw. der Eisenzeit, in der sehr scharfe und harte Eisenwerkzeuge zum Gravieren genutzt wurde. Die auf den Felsen zu findenden Inschriften stammen vermutlich aus der Zeit der Drei Reiche. Während sich die Felsbilder von Bangudae primär mit Tieren und Jagdszenen des Meeres beschäftigt haben, zeigen die Darstellungen auf dem Felsen von Cheonjeon hauptsächlich Tiere, die auf dem Land leben und hier herausragend Hirsche mit großen Geweihen. Die jüngsten Inschriften auf dem Felsen lassen sich den Hwarang (화랑), den aristokratischen Jugendbünden der Silla-Periode zuordnen. Sie enthalten Namen, Jahresangaben, ihr Trainingsprogramm und Informationen über den König und die königliche Familie.

## Ulsan Petroglyph Museum
Das Ulsan Petroglyph Museum ist das einzige Museum in Südkorea, das sich ausschließlich mit Petroglyphen beschäftigt. Es wurde in einer Form eines Wals am Eingang zur Petroglyphs of Bangudae Terrace errichtet und 30. Mai 2008 eröffnet. Es befindet sich flussabwärts, rund 670 m südwestlich des prähistorischen Ortes von Cheonjeon.